# Castinus' veldtocht tegen de Franken
Castinus' veldtocht tegen de Franken was een militaire campagne van het Romeinse leger in de provincies Germania II en Belgica I. De campagne was gericht tegen de Ripuarische Franken, een Frankisch volk aan de overzijde van de Rijngrens. De bevelvoering van het Romeinse leger lag in handen van Flavius Castinus en vond plaats in de jaren 420-421.